# Canal de l'Aqueduc
Canal de l'Aqueduc är en kanal i Kanada.   Den ligger i provinsen Québec, i den sydöstra delen av landet, 160 km öster om huvudstaden Ottawa.
Runt Canal de l'Aqueduc är det i huvudsak tätbebyggt. Runt Canal de l'Aqueduc är det tätbefolkat, med 442 invånare per kvadratkilometer.